# Thoren Innovation School
Thoren Innovation School är en skolgruppering inom ThorenGruppen som består av sex gymnasieskolor som 2012 togs över från Lernia. Skolorna är Portalens gymnasium i Göteborg, Uddevalla och Lidköping samt Lernias tekniska gymnasium i Stockholms, Lunds och Malmö tekniska gymnasium.
Skolan präglas av idéutveckling och entreprenörskap. Följande program erbjuds 2017:
- Innovation Program (Teknikprogrammet)
- Science Program (Naturvetenskapsprogrammet)
- IT Program (El- och energiprogrammet)

I juni 2018 beslutade Skolinspektionen, efter att vid en kvalitetsgranskning ha funnit allvarliga brister, att återkalla tillståndet för Thoren Innovation.Schools skola i Stockholm. Thorengruppen beslutade dock att bestrida beslutet och fick inhibition av kammarrätten och fick återöppna skolan. Skolan är idag aktiv och rättsprocessen är ännu inte avgjord. 
Från och med hösten 2023 så bytte skolorna namn till Tekniska Gymnasiet  